# بانک هوکوریکو
بانک هوکوریکو (انگلیسی: Hokuriku Bank) شرکت خدمات مالی و بانکداری ژاپنی است، که در سال ۱۸۷۷ تأسیس شد.